# Pavel Aleksejevič Tučkov (1776-1858)
Pavel Aleksejevič Tučkov (rusko Па́вел Алексе́евич Тучко́в), ruski general, * 26. oktober 1776, † 24. januar 1858.
Bil je eden izmed pomembnejših generalov, ki so se borili med Napoleonovo invazijo na Rusijo; posledično je bil njegov portret dodan v Vojaško galerijo Zimskega dvorca.

## Življenje
Pri 9 letih je vstopil v Bombardirski polk. Konec leta 1787 je postal adjutant v štabu svojega očeta, ki je bil inženirski generalporočnik in poveljnik vseh trdnjav ob rusko-švedski meji. 
24. julija 1791 je kot stotnik vstopil v aktivno vojaško službo in sicer v 2. bombardirski bataljon. Na osebni ukaz carja Pavla I. je bil leta 1798 premeščen v artilerijski bataljon in povišan v polkovnika; 8. oktobra 1800 je bil povišan v generalmajorja ter imenovan za poveljnika 1. artilerijskega polka. Na tem mestu je ostal do 27. avgusta 1801; 18. junija 1803 je postal poveljnik 9. artilerijskega polka.
Med 6. novembrom 1803 in 11. marcem 1807 je bil upokojen. Aktiviran je bil 11. marca 1807 kot poveljnik Vilmanstradskega pehotnega polka; slednji je imel med 16. avgustom 1806 in 22. februarjem 1811 mušketirski status. Sodeloval je v rusko-švedski vojni 1808-09. 
1. julija 1812 je postal poveljnik 2. brigade 17. pehotne divizije. Med patriotsko vojno je bil poslan kot častni vojni ujetnik v Francijo, kjer je ostal do osvoboditve pomladi 1814. Leta 1815 se je vrnil nazaj in postal poveljnik 8. pehotne divizije.
9. februarja 1819 je bil zaradi bolezni odpuščen iz vojaške službe. Leta 1826 ga je car Nikolaj I. Ruski ponovno aktiviral, tokrat pa v javno službo; dobil je čin tajnega svetnika. Sprva je vodil moskovski šolski svet, čez dve leti pa je postal senator, leta 1838 pa še državni svetnik. Kmalu je postal predsednik komisije za prošnje za carja. Ta položaj je zasedel do 1. januarja 1858.
Njegov nečak s popolnoma istim imenom Pavel Aleksejevič Tučkov je bil general pehote in državni svetnik.